# Academic Work
Academic Work ist ein schwedisches Unternehmen, das sich auf die Vermittlung von Jobs an Studenten, Absolventen und Young Professionals spezialisiert hat. Auf der Arbeitgeberseite steht Academic Work in direktem Kontakt zu Unternehmen und übernimmt für diese das Personalmanagement von Teilbereichen bis hin zum gesamten Personalauswahlprozess. Auf der Arbeitnehmerseite bietet Academic Work den Arbeitssuchenden Jobs in Teilzeit, Vollzeit sowie als Festanstellung.

## Geschichte
Academic Work wurde 1998 von drei Studenten in einem Heizungskeller der Königlich Technischen Hochschule Stockholm gegründet. Johan Skarborg, Jeremias Andersson und Patrik Mellin wollten ihren Kommilitonen eine Möglichkeit schaffen, neben dem Studium Berufserfahrung zu sammeln und ihnen beim Einstieg in das Berufsleben zu helfen.
In der Konditorei Lindahls in Norrköping (Schweden) beschlossen die drei Studenten, das notwendige Startkapital für eine Aktiebolag zusammenzutragen. Ihr gaben sie den Namen „Amenta“, der sich an dem spanischen Wort für „erhöhen“ orientiert. Später wurde das Unternehmen in Academic Work umbenannt.

## Agenturen von Academic Work
Zunächst eröffneten die Gründer Agenturen in den schwedischen Kleinstädten Ronneby, Linköping und Uppsala. Seit dem Jahr 2000 gibt es die Stockholmer Geschäftsstelle und innerhalb der nächsten zwei Jahre öffneten die Agenturen in Malmö und Göteborg. Anfang 2007 expandierte Academic Work nach Norwegen (Oslo). Noch im gleichen Jahr folgten Neueröffnungen in Finnland (Helsinki). 2008 eröffnete Academic Work in Dänemark (Kopenhagen) und Deutschland (München).

### Deutschland
- München (2008)
- Hamburg (2010)
- Garching b. München (2019)
- Stuttgart (2019)

### Finnland
- Helsinki (2007)
- Espoo

### Dänemark
- Kopenhagen (2008)

### Norwegen
- Oslo (2007)
- Trondheim (2010)

### Schweden
- Stockholm Nord
- Stockholm West
- Stockholm Süd
- Arlanda
- Borlänge
- Gävle
- Göteborg
- Jönköping
- Karlstad
- Linköping
- Luleå
- Malmö
- Sundsvall
- Umeå
- Uppsala
- Västerås
- Örebro

### Schweiz
- Genf
- Lausanne